# テロリスト監禁センター
テロリスト監禁センター(スペイン語：Centro de Confinamiento del Terrorismo)（CECOT）は、エルサルバドルに存在する刑務所の一つ。主にギャングなどを収容する。日本では英語名の Terrorism Confinement Center をテロリスト拘禁センター、またはテロリスト収容センターとも訳されている。

## 設立の背景
2010年代、エルサルバドルはギャング（マラス）の活動が活発になった。特にマラ・サルバトルチャなどの強大なギャング勢力は抗争を繰り返し、多数の一般市民を巻き込みながら拡大したため、2015年の殺人発生率は世界でも最高水準に達した。2019年にエルサルバドル大統領に就任したナジブ・ブケレは、国内の治安維持を優先事項に掲げギャングをテロリストと呼び、超法規的な手法で摘発を推進した。
しかし2022年3月25日から27日にかけてギャング同士の抗争により一般市民を多数含む87人が殺害されたため、政府は非常事態宣言を発令し、一部の法令を停止してギャングの大量摘発に乗り出した。たちまち既存の刑務所の収容人員は定員の3倍に達したため、2023年までに中部のテコルカに新しい刑務所、テロリスト監禁センターを設置。166ヘクタールの広大な敷地に4万人を収容、兵士600人と警察官250人が警備する施設を出現させた。
脱獄防止対策として、携帯電話の信号を遮断する通信機能抑止装置を導入。頑丈な鋼鉄の独房、周囲を囲う壁、19の監視塔、電気柵、パトロールエリアといった多重の防壁も作られた。

## 処遇
刑務所の環境は劣悪で、雑居房は100人以上を収容することを前提としている。雑居房の中には洗面台とトイレは2か所ずつ、ベッドは金属製のものが80人分しか用意されておらずマットレスもシーツもない。受刑者は丸刈りにされ、白いTシャツが与えられる。食事は抗争を避けるためにフォーク等の食器の使用は禁止され、プラスチックの容器から手づかみで食べるものとなっている。そして体力をつけさせないためにも意図的に肉を入れないなどのレシピでかつほぼ毎日同じ食事をとらせるなど、心身ともに脱獄の気力を奪うようなメニューになっている。社会復帰をさせないことが前提であり、矯正教育プログラムは存在していない。家族との面会を含め外部との接触は一切認められていない。

## アメリカ合衆国の利用
2025年2月、アメリカ合衆国のマルコ・ルビオ国務長官がエルサルバドルを訪問。この際、ナジブ・ブケレ大統領は、アメリカによるテロリスト監禁センターの利用を提案した。この提案は翌3月に実現することとなり、アメリカ国内で拘束されていたベネズエラのギャング、トレン・デ・アラグアのメンバー238人がエルサルバドルに到着した。ドナルド・トランプ大統領は、エルサルバドルに謝意を表明。ブケレ大統領は、受け入れに際して「わずかな額の支払い」が発生することを示唆した。